# Tostada texana

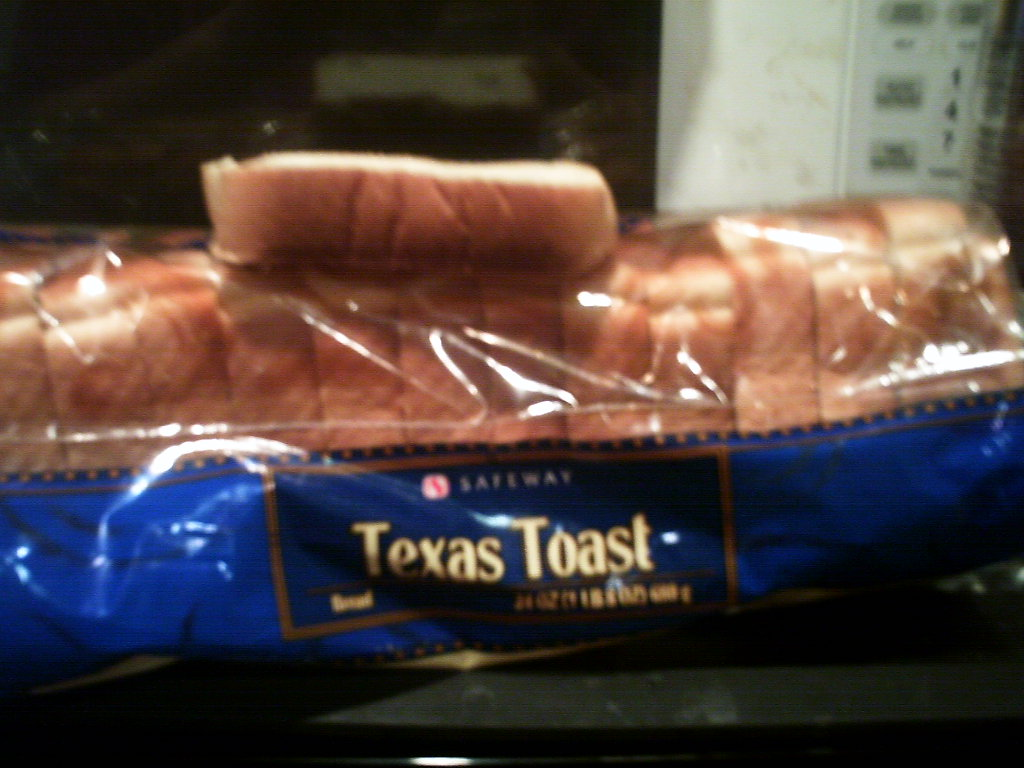
Tostada texana.

La tostada texana (en inglés Texas toast) es un tipo de pan envasado precortado en rebanadas, el doble de gruesas que el pan convencional. El nombre es proclive a error debido a que no se vende tostado. Aunque puede usarse para las mismas recetas que las rebanadas de pan normales, es especialmente útil para platos que impliquen líquidos o donde el grosor extra pueda mejorar el resultado final, como es el caso de torrijas y fondues.
Popular en Texas y los estados cercanos, suele servirse tostada como acompañamiento de platos sureños, como el chicken fried steak, bagre frito y barbacoas.
La tostada texana pudo haber sido creada por vez primera en 1941 en el Pig Stands de Beaumont (Texas).